# Saint-Pierre (Cantal)
Saint-Pierre è un comune francese di 171 abitanti situato nel dipartimento del Cantal nella regione dell'Alvernia-Rodano-Alpi.

## Società

### Evoluzione demografica
Abitanti censiti